# Ukrainische Badminton-Mannschaftsmeisterschaft 2018
Die Ukrainische Badminton-Mannschaftsmeisterschaft 2018 fand vom 4. bis zum 7. Mai 2018 in Dnipro statt. Meister wurde das Team aus Dnipro.

## Endstand
| Platz | Team      | Punkte | Spiele | G | U | V | Spielpunkte |   |    | Sätze |   |    | Bälle |   |     |
| ----- | --------- | ------ | ------ | - | - | - | ----------- | - | -- | ----- | - | -- | ----- | - | --- |
| 1     | Dnipro    | 12     | 3      | 3 | 0 | 0 | 15          | - | 6  | 31    | - | 15 | 850   | - | 745 |
| 2     | Charkiw   | 8      | 3      | 2 | 0 | 1 | 10          | - | 11 | 19    | - | 23 | 744   | - | 745 |
| 3     | Kiew      | 4      | 3      | 1 | 0 | 2 | 8           | - | 13 | 16    | - | 28 | 679   | - | 807 |
| 4     | Mykolajiw | 0      | 3      | 0 | 0 | 3 | 9           | - | 12 | 20    | - | 20 | 694   | - | 670 |